# Biotodoma wavrini
Biotodoma wavrini är en fiskart som först beskrevs av Gosse, 1963.  Biotodoma wavrini ingår i släktet Biotodoma och familjen Cichlidae. Inga underarter finns listade.